# Sorrento (Louisiana)
Sorrento és una població dels Estats Units a l'estat de Louisiana. Segons el cens del 2000 tenia 1.227 habitants.

## Demografia
Segons el cens del 2000, Sorrento tenia 1.227 habitants, 446 habitatges, i 337 famílies. La densitat de població era de 151,4 habitants/km².
Dels 446 habitatges en un 37,4% hi vivien nens de menys de 18 anys, en un 59,6% hi vivien parelles casades, en un 10,8% dones solteres, i en un 24,4% no eren unitats familiars. En el 19,7% dels habitatges hi vivien persones soles el 7% de les quals corresponia a persones de 65 anys o més que vivien soles. El nombre mitjà de persones vivint en cada habitatge era de 2,75 i el nombre mitjà de persones que vivien en cada família era de 3,2.
Per edats la població es repartia de la següent manera: un 28,3% tenia menys de 18 anys, un 9,5% entre 18 i 24, un 31,1% entre 25 i 44, un 20,6% de 45 a 60 i un 10,4% 65 anys o més.
L'edat mediana era de 34 anys. Per cada 100 dones de 18 o més anys hi havia 97,8 homes.
La renda mediana per habitatge era de 35.234 $ i la renda mediana per família de 40.208 $. Els homes tenien una renda mediana de 35.662 $ mentre que les dones 20.625 $. La renda per capita de la població era de 14.803 $. Entorn del 14,2% de les famílies i el 16% de la població estaven per davall del llindar de pobresa.

## Poblacions més properes
El següent diagrama mostra les poblacions més properes.